# Rubberband Man
Rubberband Man è un brano musicale del rapper statunitense T.I., estratto come terzo singolo dell'album Trap Muzik. Il singolo ha raggiunto la posizione numero 30 posizione di Billboard Hot 100 nel 2004. Nel video del brano compaiono numerosi cantanti fra cui David Banner, Lil Duval, Michael Vick, Usher, Lil Bow Wow, Jagged Edge, P. Diddy e Jazze Pha.

## Tracce
Lato A
1. Rubber Band Man (Explicit)
2. Rubber Band Man (Edited)
3. Rubber Band Man (Instrumental)

Lato B
1. Bezzle (Explicit)
2. Bezzle (Edited)
3. Bezzle (Instrumental)

## Classifiche
| Classifica (2004)                    | Posizione più alta |
| ------------------------------------ | ------------------ |
| U.S. Billboard Hot 100               | 30                 |
| U.S. Billboard Hot R&B/Hip-Hop Songs | 15                 |
| U.S. Billboard Hot Rap Tracks        | 11                 |